# Johann Coaz
Johann Wilhelm Fortunate Coaz (Anversa, 31 maggio 1822 – Coira, 18 agosto 1918) è stato un ingegnere, topografo e alpinista svizzero.
Era attinente di S-chanf, Küblis, Valchava ed Eclépens e divenne cittadino onorario di Haldenstein.

## Biografia

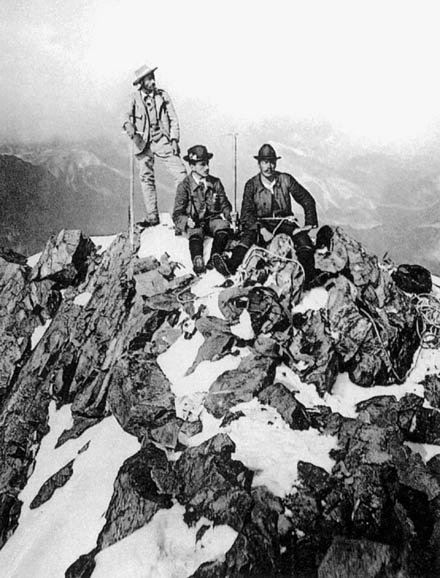
Coaz in cima al pizzo del Bernina, il 13. settembre 1850

Coaz era il figlio dell'ufficiale di carriera Johann Samuel Coaz e di sua moglie Salome nata Köhl (figlia del consigliere Johann Jakob von Köhl). Negli anni 1841-1843 si formò come ingegnere forestale presso la Royal Saxon Forestry Academy di Tharandt; già dal 1838 era membro della confraternita studentesca Zofingia. Ha poi lavorato fino al 1851 come topografo di montagna nei Grigioni al servizio dell'Ufficio topografico federale. Durante la guerra del Sonderbund fu segretario del generale Dufour.